# يوميات نائب في الأرياف (فلم)
يوميات نائب في الأرياف رواية توفيق الحكيم، والتي أخرجها للسينما المخرج السينمائي الواقعي توفيق صالح.

## روابط خارجية
- مقالات تستعمل روابط فنية بلا صلة مع ويكي بيانات